# Gene Siskel
Gene Siskel (Chicago, 26 januari 1946 - Evanston, 20 februari 1999) was een Amerikaans filmrecensent. Hij was van 1975 tot zijn dood samen met Roger Ebert presentator van het Emmy Award-winnende filmprogramma Siskel & Ebert, waarna hij werd opgevolgd door Richard Roeper.
Gene Siskel overleed in 1999 aan de gevolgen van een hersentumoroperatie.